# Talas (Kayseri)
Talas ist eine Stadtgemeinde (Belediye) im gleichnamigen Ilçe (Landkreis) der Provinz Kayseri in der türkischen Region Zentralanatolien und gleichzeitig ein Stadtbezirk der 1988 gebildeten Büyükşehir belediyesi Kayseri (Großstadtgemeinde/Metropolprovinz). Seit der Gebietsreform 2013 ist die Gemeinde flächen- und einwohnermäßig identisch mit dem Landkreis. Talas wurde 1907 in den Status einer Gemeinde (Belediye) erhoben, was auch im Stadtlogo erkenntlich ist.
Die Geschichte von Talas reicht zurück bis etwa in das Jahr 1500 v. Chr., im Laufe dieser Zeit lebten verschiedene Volksgruppen in dem Ort. Die Perser, Mazedonier, Griechen und Römer haben den Ort erobert. Der ursprüngliche Name  Moutaláskê wurde erstmals 439 hier erwähnt. Talas gehörte bis zur Schlacht von Manzikert im Jahre 1071 zum Einflussbereich des Byzantinischen Kaiserreiches, in der die Seldschuken den Kaiser Romanos IV. Diogenes schlugen und Anatolien besetzten. Von diesem Zeitpunkt an unterstand die Stadt dem Sultanat der Rum-Seldschuken und ab 1467 dem Osmanischen Reich.
Nach dem Ersten Weltkrieg und dem Türkischen Befreiungskrieg im Jahr 1922 mussten die christlichen Bewohner die Stadt verlassen, darunter viele Griechen und Armenier (Vertrag von Lausanne).
Die stattliche griechisch-orthodoxe Marien-Kirche, erbaut in osmanischer Zeit, wird heute als Moschee genutzt.
Die Stadt war bis 1968 Standort des Talas American College.

## Verwaltung
Talas war bis zur Abspaltung im Jahr 1987 ein Bucak im zentralen Landkreis (Merkez Ilçe) der Provinzhauptstadt und bestand aus zwölf Dörfern und den drei Gemeinden Başakpınar, Erciyes und Talas. Rechtliche Grundlage für die Souveränität des Landkreises war das Gesetz Nr. 3392 vom 19. Juni 1987.
Der Kreis bestand (bis) Ende 2012 aus der Kreisstadt und zwölf Dörfern (Köy) die im Rahmen der Verwaltungsreform ab 2013 in Mahalle (Stadtviertel/Ortsteile) überführt wurden, die 21 existierenden Mahalle der Kreisstadt blieben erhalten. Durch Herabstufung der Dörfer zu Mahalle stieg deren Zahl auf 33 an. Ihnen steht ein Muhtar als oberster Beamter vor.
Ende 2020 lebten durchschnittlich 5.504 Menschen in jedem dieser (jetzt) 30 Mahalle. Mevlana Mah. (83.598), Yenidoğan Mah. (28.364) und Bahçelievler Mah. (23.393 Einw.) sind hierbei die bevölkerungsreichsten.

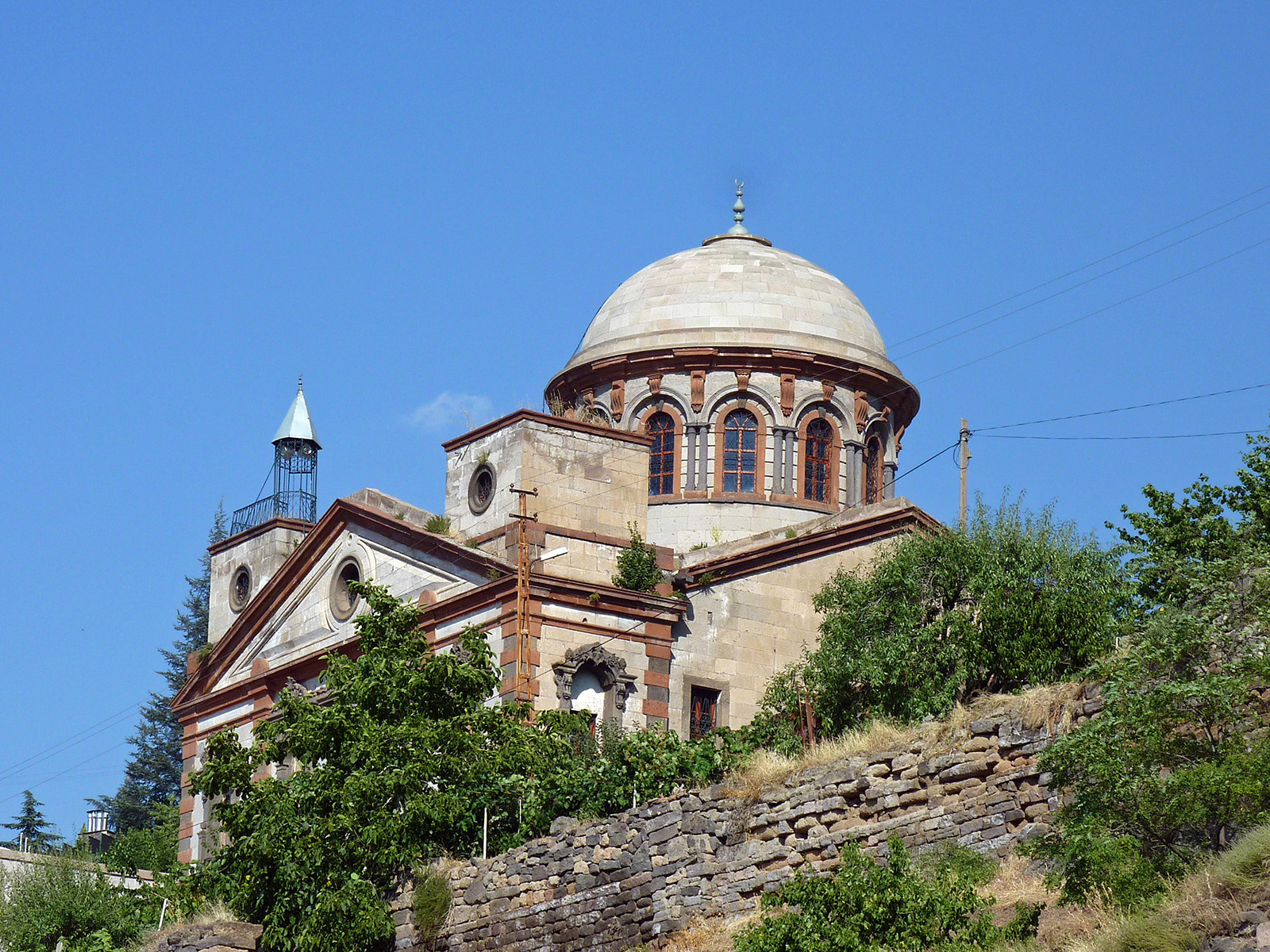
Talas, Moschee (ehemalige orthodoxe Kirche)

## Söhne und Töchter der Stadt
- Mari Gerekmezyan (1913–1947), armenische Künstlerin und erste Bildhauerin der Türkei